# Brian Ellington
Brian Michael Ellington (né le 4 août 1990 à Gainesville, Floride, États-Unis) est un lanceur de relève droitier des Marlins de Miami de la Ligue majeure de baseball entre 2015 et 2017.

## Carrière
Brian Ellington joue au baseball à l'école secondaire Oak Hall de sa ville natale de Gainesville, en Floride, où il lance 3 matchs sans coup sûr. Il subit une opération Tommy John au coude droit le 7 septembre 2007, alors qu'il n'est âgé que de 16 ans et s'est déjà engagé à l'université d'État de Floride. L'intervention chirurgicale l'empêche de jouer au baseball à sa dernière année à l'école secondaire, puis des divergences d'opinion au sujet de sa réhabilitation l'amènent à tourner le dos aux Seminoles de Florida State et refuser la bourse offerte. Il étudie au collège communautaire pendant deux ans avant de rejoindre les Argonauts (en) de l'université West Florida (en). Ellington est repêché par les Marlins de Miami  au 16e tour de sélection en 2012.
Il s'aligne avec l'équipe des États-Unis qui remporte la médaille d'argent aux Jeux panaméricains de 2015 à Toronto.
Ellington fait ses débuts dans le baseball majeur comme lanceur de relève des Marlins de Miami le 3 août 2015 face aux Mets de New York.